# Delta-v
En física general delta-v és simplement el canvi de velocitat. Es simbolitza com ∆v i pronunciat delta-vee, i tal com s'utilitza en la dinàmica de vol de les naus espacials, és una mesura de l'impuls per unitat de massa de la nau espacial que es necessita per realitzar una maniobra orbital com aquesta. com el llançament o l'aterratge sobre un planeta o la lluna, o una maniobra orbital a l'espai. És un escalar que té les unitats de velocitat. Tal com s'utilitza en aquest context, no és el mateix que el canvi físic de velocitat del vehicle.
Depenent de la situació de delta-v s'hi pot referir com un vector ({\displaystyle \Delta \mathbf {v} \,}) o un escalar ({\displaystyle \Delta {v}\,}). En ambdós casos és igual a l'acceleració (vector o escalar) integrada en el temps:
{\displaystyle \Delta \mathbf {v} =\mathbf {v} _{1}-\mathbf {v} _{0}=\int _{t_{0}}^{t_{1}}\mathbf {a} \,dt} (versió vector)
{\displaystyle \Delta {v}={v}_{1}-{v}_{0}=\int _{t_{0}}^{t_{1}}{a}\,dt} (versió escalar)
on:
- {\displaystyle \mathbf {v_{0}} \,} o {\displaystyle {v_{0}}\,} és el vector velocitat inicial o escalar en el moment {\displaystyle t_{0}\,},
- {\displaystyle \mathbf {v_{1}} \,} o {\displaystyle {v_{1}}\,} és l'objectiu de vector de velocitat o escalar en el moment {\displaystyle t_{1}\,}.

## Astrodinàmica
En astrodinàmica delta-v és una mesura escalar per la quantitat d'"esforç" necessari per dur a terme una maniobra orbital, és a dir, el canvi des d'una òrbita fins a una altra. La delta-v la dona normalment l'empenta d'un motor de coet. El valor temporal de la delta-v és la quantitat de l'acceleració, és a dir, l'empenta per quilogram de la massa del coet en aquest moment. El valor real de l'acceleració és la suma del vector gravetat i el vector empenta.
Sense gravetat delta-v és, en el cas d'empenta en la direcció de la velocitat, simplement el canvi en la velocitat. No obstant això, en un camp gravitatori, les òrbites que no són circulars incorporen canvis en la velocitat sense requerir cap delta-v, mentre que la gravetat pot fer que la velocitat sigui menys que delta-v.
L'equació del coet de Tsiolskovski mostra que la quantitat requerida de propel·lent poden augmentar dràsticament, i la càrrega útil pot reduir també dràsticament si cal una major delta-v. Per això, en els sistemes moderns de propulsió de naus espacials, s'estudia considerablement la manera de reduir la delta-v total necessària per a un vol espacial donat, així com dissenys de naus espacials capaces d'aconseguir alts delta-v.
Per al primer, veure l'òrbita de transferència de Hohmann i el gir gravitacional, a més, un elevat empenta redueix la pèrdua deguda a la gravetat.
Per al segon les possibilitats són:
- Fer servir diverses  fases
- Elevat impuls específic
- Atès que una embranzida elevat no es pot combinar amb un impuls específic elevat, s'usen diferents tècniques de motor a diferents parts del trajecte espacial (les que tenen més empenta per al llançament des de la terra).
- Reduir la "massa en buit" (massa sense propel·lent) mantenint la capacitat de portar molt propel·lent, usant materials lleugers però resistents; quan els altres factors són iguals, és millor que el propel·lent tingui major densitat, ja que així la mateixa massa requereix tancs més petits.

La delta-v es necessita també per mantenir satèl·lits en òrbita i es gasta en maniobres de manteniment orbital d'estacions.

## Llançament
- Per enviar a  OBT - es necessiten no només de 0 a 7,8 km/s, si no també d'1,5 a 2 km/s a causa del fregament atmosfèric i la pèrdua gravitacional
- Reentrada des d'OBT.

## Delta-v necessària per al manteniment d'estacions
| Maniobra                       |  | Altitud |  | Delta- v mitja per any |  | m/s màxim per any |  |
|                                |  | [Km]    |  | [m/s]                  |  | [m/s]             |  |
| ------------------------------ |  | ------- |  | ---------------------- |  | ----------------- |  |
| Manteniment d'estació          |  |         |  | 50-55                  |  |                   |  |
| Compensació de fregament       |  | 400-500 |  | <25                    |  | <100              |  |
| Compensació de fregament       |  | 500-600 |  | <5                     |  | <25               |  |
| Compensació de fregament       |  | > 600   |  |                        |  | <7,5              |  |
| Control d'altitud (3-eixos)    |  |         |  | 2 - 6                  |  |                   |  |
| Rotació o anti-rotació         |  |         |  | 5-10                   |  |                   |  |
| Separació de la fase d'empenta |  |         |  | 5-10                   |  |                   |  |
| Moment de descàrrega           |  |         |  | 2 - 6                  |  |                   |  |
|                                |  |         |  |                        |  |                   |  |

## Delta-v interplanetària
| Maniobra                                                 | Maniobra | Maniobra                                        |  | Delta-v necessària |
| Des de:                                                  |          | Fins:                                           |  | [m/s]              |
| -------------------------------------------------------- | -------- | ----------------------------------------------- |  | ------------------ |
| Terra: Superfície                                        |          | Terra: Òrbita baixa                             |  | 9300-10000         |
| Terra: Òrbita baixa                                      |          | Terra: Òrbita de transferència geoestacionària  |  | 2500               |
| Terra: Òrbita de transferència geoestacionària           |          | Terra: Òrbita geoestacionària                   |  | 1500               |
| Terra: Òrbita de transferència geoestacionària (perigeu) |          | Terra: Òrbita d'escapament                      |  | 700                |
| Terra Òrbita d'escapament                                |          | Lluna: Òrbita baixa                             |  | 700                |
| Terra Òrbita d'escapament                                |          | Mart: Òrbita de transferència de Hohmann        |  | 600                |
| Terra: Òrbita baixa                                      |          | Mart: Superfície                                |  | 4800               |
| Terra: Òrbita baixa                                      |          | Escape del sistema solar                        |  | 8700               |
| Lluna: Òrbita baixa                                      |          | Lluna: Superfície                               |  | 1600               |
| Mart: Superfície                                         |          | Mart: Òrbita baixa                              |  | 4100               |
| Mart: Òrbita de captura                                  |          | Mart: Òrbita de transferència de mínima energia |  | 900                |
| Mart: Òrbita baixa                                       |          | Fobos: Òrbita de transferència de Hohmann       |  | 900                |
| Fobos: Òrbita de transferència                           |          | Deimos: Òrbita de transferència                 |  | 300                |
| Deimos: Òrbita de transferència                          |          | Deimos: Superfície                              |  | 700                |
| Fobos: Òrbita de transferència                           |          | Fobos: Superfície                               |  | 500                |